# Ештон Голмс
Ештон Голмс (англ. Ashton Holmes; нар. 17 лютого 1978, Олбані, штат Нью-Йорк, США) — американський актор та музикант, найбільш відомий завдяки ролям Джека Столла у кримінальній драмі «Виправдана жорстокість» (2005), Сідні Філліпса у міні-серіалі «Тихий океан» (2010) та Тайлера Баррола у драматичному телесеріалі «Помста» (2011—2012).

## Життєпис
Ештон Голмс народився 17 лютого 1978 року в Олбані, штат Нью-Йорк. Його мати Сьюзен — соціальний працівник. Вже у віці шести років Ештон Голмс почав брати уроки акторської майстерності та брати участь в аматорських театральних постановках.
Закінчив школу для хлопчиків «Академія Олбані». Ештон Голмс був вокалістом місцевого музичного гурту «Method of Groove». Навчався за стажерською програмою у Нью-йоркському Театральному Інституті.
Театральний дебют Ештона Голмса відбувся, коли його взяли на одну з головних ролей у рок-опері «Рента». Він також виступав в лондонському Вест-Енді у постановці «Снігової королеви» та «Різдвяній пісні».
Дебютував на телебаченні у 2002-2003 роках у мильній опері «Одне життя, щоб жити», яка виходить на телеканалі «ABC» з 15 липня 1968 року.

## Фільмографія
| Рік       |   | Українська назва                     | Оригінальна назва                 | Роль                    |
| --------- | - | ------------------------------------ | --------------------------------- | ----------------------- |
| 2002—2003 | с | Одне життя, щоб жити                 | One Life to Live                  | Ґреґ Джонсон            |
| 2003      | с | Закон і порядок: Спеціальний корпус  | Law & Order: Special Victims Unit | Девіс Гаррінґтон        |
| 2003      | ф | Пекло піднімається                   | Raising Hell                      | Зак Адлер               |
| 2004      | ф | Мілліон миль до Сонця                | A Million Miles to Sunshine       | Ріс                     |
| 2004      | с | Мертва справа                        | Cold Case                         | Боббі Ґордон/Шон Морґан |
| 2005      | ф | Виправдана жорстокість               | A History of Violence             | Джек Столл              |
| 2005      | с | Та, що говорить з привидами          | Ghost Whisperer                   | Кірк Єнсен              |
| 2006      | с | Юристи Бостона                       | Boston Legal                      | Скотт Літтл             |
| 2006      | ф | Мирний воїн                          | Peaceful Warrior                  | Томмі                   |
| 2007      | ф | Те, що ми робимо — таємниця          | What We Do Is Secret              | Роб Генлі               |
| 2007      | ф | Нормальна підліткова поведінка       | Normal Adolescent Behavior        | Шон Майєр               |
| 2007      | ф | Крижаний вітер                       | Wind Chill                        | хлопець                 |
| 2008      | ф | Розумники                            | Smart People                      | Джеймс Везерголд        |
| 2008      | с | 4исла                                | Numb3rs                           | Емерсон Лейдлев         |
| 2009      | с | Доктор Хаус (Обидві половинки разом) | House (Both Sides Now)            | Скотт                   |
| 2009      | с | Закон і порядок: Злочинні наміри     | Law & Order: Criminal Intent      | Генк                    |
| 2010      | с | CSI: Місце злочину                   | CSI: Crime Scene Investigation    | Сем Трент               |
| 2010      | ф | Тихий океан                          | The Pacific                       | Сідні Філліпс           |
| 2010—2011 | с | Нікіта                               | Nikita                            | Том                     |
| 2011      | с | Теорія брехні                        | Lie to Me                         | Зак Морштейн            |
| 2011—2012 | с | Помста                               | Revenge                           | Тайлер Баррол           |
| 2011      | ф | Розділювач                           | The Divide                        | Едрієн                  |
| 2013      | ф | Безрозсудний                         | Reckless                          | Вайєтт Бікфорд          |
| 2013      | ф | Холодна Туреччина                    | Cold Turkey                       | Джейкоб                 |
| 2013      | с | Надприродне                          | Supernatural                      | Ефраїм                  |
| 2014      | с | Криміналісти: мислити як злочинець   | Criminal Minds                    | Фінн Бейлі              |
| 2014      | с | Всього лише людина                   | Only Human                        | Джейсон Ланґ            |
| 2015      | с | Мотив                                | Motive                            | Перрі Дойл              |
| 2016      | ф | Недосконалість                       | Imperfections                     | Алекс                   |
| 2016      | с | Зшивачі                              | Stitchers                         | Нік Меро                |
| 2017      | с | Бути Мері Джейн                      | Being Mary Jane                   | Ґаррет Кексвік          |
| 2018      | ф | Акт помсти                           | Acts of Violence                  | Роман Мак-Грегор        |